# جايد آرمور
جايد أرمور (بالإنجليزية: Jade Armor)‏ هو مسلسل رسوم متحركة فرنسي من تأليف كورين كوبر، وماري بريدين، وإم جي. أوفن. تم عرضه لأول مرة على قناة فرنسا 4 في سبتمبر من عام 2022، وتم عرضه لأول مرة في العالم العربي في سبتمبر من عام 2023.